# FC Den Bosch '67 in het seizoen 1967/68
Het seizoen 1967/1968 was het 14e jaar in het bestaan van de Bossche betaaldvoetbalclub FC Den Bosch '67. De club kwam uit in de Eerste divisie en eindigde daarin op de derde plaats. Tevens deed de club mee aan het toernooi om de KNVB Beker, hierin werd het team in de groepsfase uitgeschakeld.

## Wedstrijdstatistieken

### Eerste divisie
|       | AZ '67 | Blauw-Wit | SC Cambuur | D.F.C. | Eindhoven | Elinkwijk | Haarlem | Heracles | Holland Sport | HVC   | RBC   | RCH   | SVV   | Velox | Vitesse | De Volewijckers | FC VVV | Willem II |
| ----- | ------ | --------- | ---------- | ------ | --------- | --------- | ------- | -------- | ------------- | ----- | ----- | ----- | ----- | ----- | ------- | --------------- | ------ | --------- |
| Thuis | 2 – 2  | 2 – 2     | 1 – 0      | 0 – 0  | 0 – 0     | 1 – 1     | 3 – 0   | 3 – 2    | 1 – 0         | 1 – 1 | 4 – 1 | 2 – 0 | 3 – 1 | 8 – 0 | 3 – 0   | 1 – 1           | 3 – 0  | 1 – 3     |
| Uit   | 1 – 1  | 1 – 3     | 0 – 0      | 6 – 1  | 4 – 2     | 1 – 2     | 2 – 0   | 1 – 1    | 2 – 0         | 1 – 2 | 1 – 0 | 0 – 1 | 1 – 1 | 0 – 1 | 1 – 1   | 2 – 3           | 0 – 2  | 1 – 2     |

### KNVB beker
| Groepsfase                                          | FC Den Bosch '67                                        | 4 – 0 (2 – 0) | Hermes DVS                                |
| 7 februari 1968 Plaats: 's-Hertogenbosch De Vliert  | Wim Wolbers 25', 70' Henk van Rooij 43' Eef Mulders 82' |               |                                           |
| Groepsfase                                          | FC Den Bosch '67                                        | 0 – 3 (0 – 2) | Sparta                                    |
| 24 februari 1968 Plaats: 's-Hertogenbosch De Vliert |                                                         |               | 26', 57' Lambert Verdonk 36' Henk Bosveld |
| Groepsfase                                          | SVV                                                     | 0 – 3 (0 – 3) | FC Den Bosch '67                          |
| 24 maart 1968 Plaats: Schiedam Harga                |                                                         |               | 18', 34' Jan Hoefs 21' Wim van de Heuvel  |

## Statistieken FC Den Bosch '67 1967/1968

### Eindstand FC Den Bosch '67 in de Nederlandse Eerste divisie 1967 / 1968
| Stand | Gespeeld | Gewonnen | Gelijk | Verloren | Punten | Doelpunten voor | Doelpunten tegen |
| ----- | -------- | -------- | ------ | -------- | ------ | --------------- | ---------------- |
| 3e    | 36       | 18       | 12     | 6        | 48     | 62              | 39               |

### Topscorers
| #      | Naam                  | Goal |
| ------ | --------------------- | ---- |
| 1.     | Ben Tinus             | 17   |
| 2.     | Sjef Koningstein      | 10   |
| 3.     | Jan Hoefs             | 9    |
| 4.     | Eef Mulders           | 6    |
| 5.     | Ad van de Steen       | 5    |
| 5.     | Wim Wolbers           | 5    |
| 7.     | Wim van Helvoort      | 4    |
| 8.     | Gerard van de Kerkhof | 3    |
| 9.     | Carlo van den Bergh   | 2    |
| 10.    | Wim van de Heuvel     | 1    |
| Totaal | Totaal                | 62   |

| #      | Naam              | Goal |
| ------ | ----------------- | ---- |
| 1.     | Jan Hoefs         | 2    |
| 1.     | Wim Wolbers       | 2    |
| 3.     | Wim van de Heuvel | 1    |
| 3.     | Eef Mulders       | 1    |
| 3.     | Henk van Rooij    | 1    |
| Totaal | Totaal            | 7    |

## Voetnoten
AZ '67 ·
Blauw-Wit ·
Cambuur ·
FC Den Bosch '67 ·
D.F.C. ·
Elinkwijk ·
Eindhoven ·
Haarlem ·
Heracles ·
Holland Sport ·
HVC ·
RBC ·
RCH ·
SVV ·
Velox ·
Vitesse ·
De Volewijckers ·
FC VVV ·
Willem II